# Загризове
Загризове́ — село в Україні, у Борівській селищній громаді Ізюмського району Харківської області. Населення села евакуйоване. До 2020 орган місцевого самоврядування — Богуславська сільська рада.

## Географія
Село Загризове знаходиться на лівому березі Оскільського водосховища (річка Оскіл). Через село проходить залізниця, найближча станція за 6 км (Імені Олега Крючкова). Вище за течією село Кругляківка (Куп'янський район). Нижче за течією — село Богуславка. На протилежному березі село Сенькове (Куп'янський район). Є міст. Селом проходить автомобільна дорога Р79.

## Історія
- 1785 — дата першої згадки про поселення[2].
- Село постраждало внаслідок геноциду українського народу, проведеного урядом СРСР в 1932—1933 роках, кількість встановлених жертв в Богуславці, Загризовому і Лозовій — 290 людей[3].
- 12 червня 2020 року, відповідно до Розпорядження Кабінету Міністрів України № 725-р «Про визначення адміністративних центрів та затвердження територій територіальних громад Харківської області», увійшло до складу Борівської селищної громади.[4]
- 19 липня 2020 року, в результаті адміністративно-територіальної реформи та ліквідації Борівського району, увійшло до складу Ізюмського району Харківської області[5].

## Населення

### Мова
Розподіл населення за рідною мовою за даними перепису 2001 року:
| Мова            | Кількість | Відсоток |
| --------------- | --------- | -------- |
| українська      | 511       | 93.93%   |
| російська       | 28        | 5.15%    |
| ромська         | 1         | 0.18%    |
| інші/не вказали | 4         | 0.74%    |
| Усього          | 544       | 100%     |

## Об'єкти соціальної сфери
- Школа.

## Відомі люди
Уродженцями села є
- Біжко Володимир Єгорович (1921—2006) — військовий льотчик, Герой Радянського Союзу.
- Троценко Сергій Михайлович (1994—2022) — старший сержант служби цивільного захисту, учасник російсько-української війни.